# Nikolaus Bachler (Jurist)

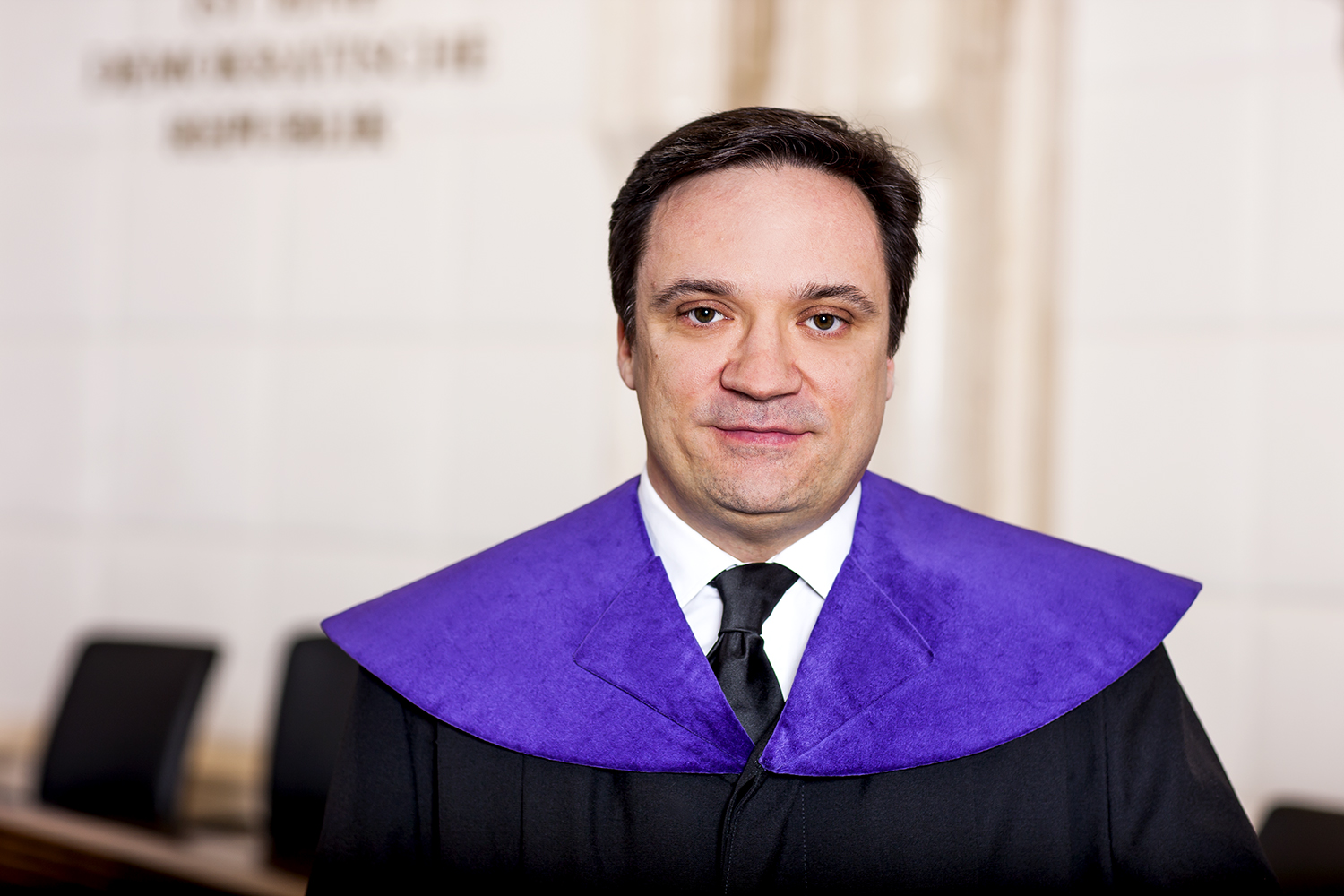
Nikolaus Bachler (2015)

Nikolaus Bachler (* 20. September 1967 in Graz) ist ein österreichischer Jurist, Senatspräsident am Verwaltungsgerichtshof und Ersatzmitglied am Verfassungsgerichtshof.

## Ausbildung und Werdegang
Nikolaus Bachler besuchte den humanistischen Zweig des Akademischen Gymnasiums in Graz, wo er 1985 maturierte, und studierte von 1986 bis 1993 Rechtswissenschaften an der Karl-Franzens-Universität Graz. Er schloss das Studium zunächst 1991 mit der Sponsion zum Magister der Rechtswissenschaften (Mag. iur.) ab promovierte im Jahr 1993 zum Doktor der Rechtswissenschaften (Dr. iur.).
Nach absolvierter Gerichtspraxis war er von 1994 bis 1997 wissenschaftlicher Mitarbeiter am Verwaltungsgerichtshof. 1997 absolvierte er die Verwaltungsdienstprüfung und wechselte in die Rechtssektion des Bundesministeriums für Land- und Forstwirtschaft, Umwelt und Wasserwirtschaft, wo er 2000 bis 2005 Mitglied des Umweltsenates und 2002 bis 2005 Vorsitzender des Obersten Agrarsenates war. Im Jahr 2003 absolvierte er ein Praktikum im Kabinett des österreichischen Richters Peter Jann am Gerichtshof der Europäischen Gemeinschaften. 
Seit 2006 ist Nikolaus Bachler hauptberuflich als Richter am Verwaltungsgerichtshof (zuerst als Hofrat und seit 1. September 2024 als Senatspräsident) tätig. Er wurde 2009 von der Bundesregierung als Ersatzmitglied des Verfassungsgerichtshofes nominiert und von Bundespräsident Heinz Fischer mit Wirkung vom 4. Februar 2009 zum solchen ernannt.